# Irkut-2M
Irkut-2M (ros. Иркут-2М) – rosyjski dron rozpoznawczy z napędem elektrycznym opracowany przez zakłady Irkut.

## Historia
Konstrukcja została opracowana z myślą o prowadzeniu rozpoznania w szerokim spektrum warunków pogodowych. Zaletą drona jest jego niski koszt oraz łatwość obsługi przez średnio wykwalifikowany personel. Umożliwia transmisję obrazu telewizyjnego i zdjęć w czasie rzeczywistym z jednoczesnym wskazaniem współrzędnych obserwowanych obiektów. Na życzenie odbiorcy dron może przenosić kamerę pracującą w zakresie podczerwieni. Zainstalowane wyposażenie umożliwia zapisywanie danych, ich przechowywanie i analizę.
W budowie drona wykorzystano szeroko materiały kompozytowe, co przekłada się na jego niską wagę oraz niewielką sygnaturę radarową. Przygotowanie Irkuta-2M do startuje zajmuje obsłudze ok. 15 minut. W zależności od planowanej misji istnieje możliwość dostosowania wyposażenia przenoszonego przez maszynę. Sam start odbywa się z wykorzystaniem niewielkiej wyrzutni, do lądowania wykorzystywany jest spadochron.
Dron wchodzi w skład zestawu składającego się z dwóch aparatów oraz naziemnego stanowiska kontroli lotu. W 2009 r. producent zawarł z jednym państw WNP umowę na dostarczenie kilkudziesięciu aparatów. 